# Ärkeängeln Gabriels kapell
Ärkeängeln  Gabriels kapell är ett cypriotiskt-ortodoxt kapell beläget i området Apissotos i staden Paralimni i Famagusta distrikt, på Cypern.
Kapellet är helgat åt ärkeängeln Gabriel.

## Historik
Ärkeängeln  Gabriels kapell byggdes år 1965.
1998 gjordes kapellet om med anledning av att kapaciteten skulle ökas, där exempelvis ett klocktorn på den östra sidan av kapellet uppfördes.

## Interiör
Kapellets interiör målades  av den serbiske hagiografen Vladimir Milic.